# 亚喀艾日克乡
亚喀艾日克乡，是中华人民共和国新疆维吾尔自治区喀什地区莎车县下辖的一个乡镇级行政单位。

## 行政区划
亚喀艾日克乡下辖以下地区：
吐木休克萨热依村、阿勒玛斯兰干村、乌扎克萨依村、色日克托格拉克村、萨依吾斯塘村、阔什吐格曼村、阔纳吾斯塘村、亚喀艾日克村、阔若勒村、木萨克村、兰干村和汉族农场。